# نادین کراوس
نادین کراوس (انگلیسی: Nadine Kraus؛ زادهٔ ۱۴ فوریهٔ ۱۹۸۸) بازیکن فوتبال اهل آلمان است.
از باشگاه‌هایی که در آن بازی کرده‌است می‌توان به باشگاه فوتبال اس‌جی‌اس اسن اشاره کرد.
وی همچنین در تیم‌های ملی فوتبال زنان زیر ۱۷ سال آلمان ‌و زیر ۱۹ سال  زنان آلمان‌ نیز بازی کرده‌است.